# Сальмагунди
Сальмагу́нди (фр. salmagundi или salmagundy) — разговорное французское название холодного винегрета, обильно приправленного различными специями. В XVII—XVIII веках сальмагунди был широко распространён среди буканьеров и пиратов, как в Атлантике, так и у побережья Западной Африки и на Мадагаскаре.
Широкое распространение сальмагунди в среде охотников-буканьеров и пиратов объяснялось тем, что рубленые овощи с острой приправой вносили некоторое разнообразие в рацион из сушёных и копчёных продуктов и предохраняли от цинги.
Способ приготовления сальмагунди был достаточно прост. Мясо любого вида, включая черепашье, утиное или голубиное, жарили, а затем рубили на крупные куски и мариновали в вине со специями. В блюдо также могли добавляться привозные пескарь, салака и кижуч. Готовое к употреблению копчёное и солёное мясо перемешивалось со сваренными вкрутую яйцами и свежей или маринованной зеленью (сердцевиной пальмового дерева, капустой, плодами манго, луком и маслинами). Далее в полученный винегрет добавлялось растительное масло, уксус, соль, чёрный перец, горчичное семя и другие специи по вкусу.